# Míssil antirradiação

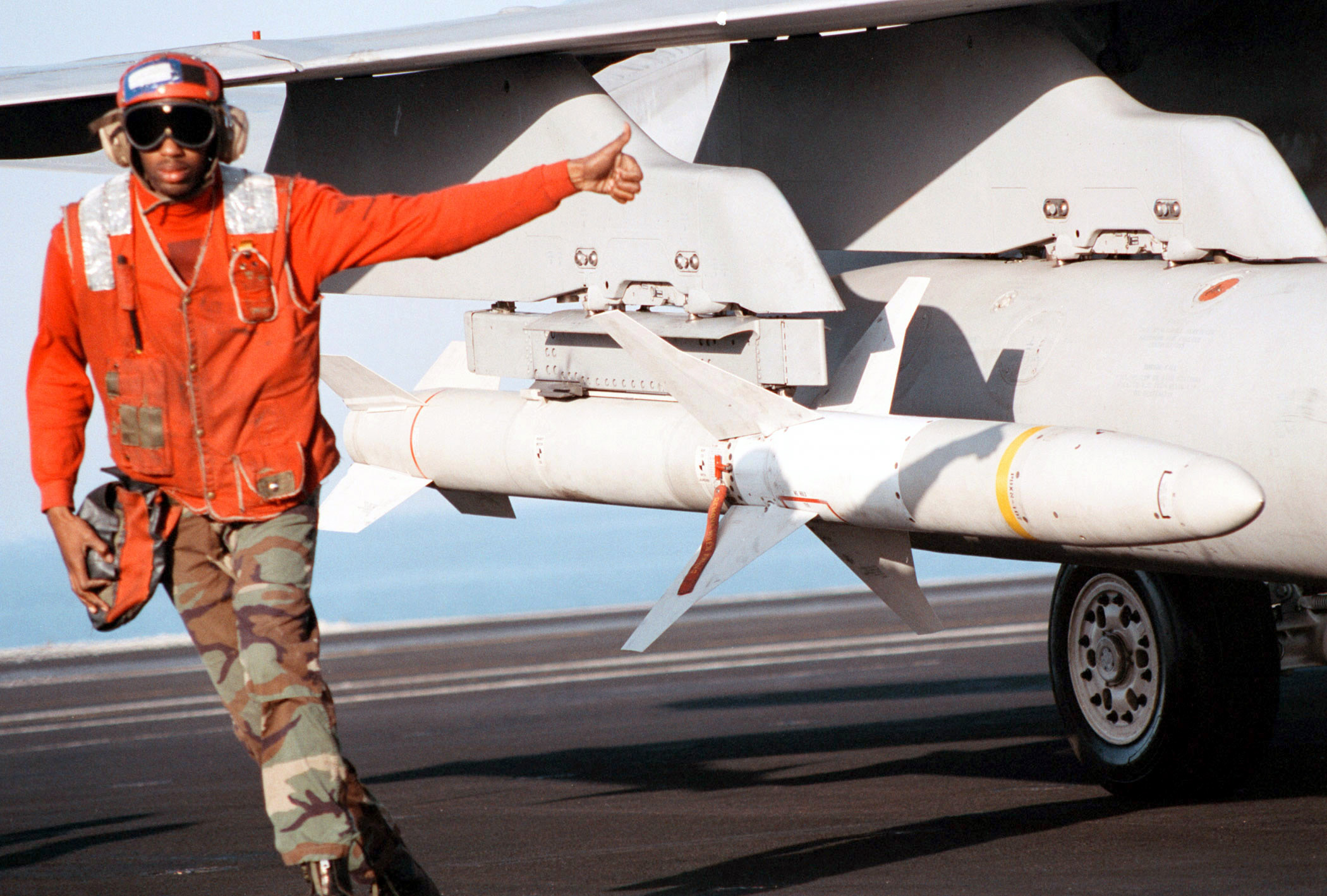
Um HARM em um F/A-18C da Marinha dos EUA.

Um míssil antirradiação ou míssil anti-radar (em inglês: anti-radiation missile ou anti-radar missile ou ARM), é um míssil, projetado para detectar, atacar e destruir fontes de sinais de radar.